# Pezizellaceae
Pezizellaceae is een familie van de Leotiomycetes, behorend tot de orde van Helotiales. Het typegeslacht is Pezizella.

## Kenmerken
De soorten die tot deze familie behoren, zijn saprotrofen die zich ontwikkelen op dode planten en plantaardige resten. De vruchtlichamen zijn apotheciën. Apotheciën zijn schotelvormig, zittend of op steeltjes. De randen zijn glad of bedekt met haartjes. De haartjes zijn glasachtig, cilindrisch, met of zonder septa. De buitenste laag bestaat uit veelhoekige of prismatische cellen. Parafysen zijn draadachtig of lancetvormig, met of zonder septa. De asci bevatten 4-8 sporen, amyloïde of niet-amyloïde, cilindrisch of spindelvormig, soms ontstaan uit pastoraalachtige structuren. De ascosporen zijn elipsoïdaal, staafvormig tot spindelvormig, met guttules, en hebben 0 tot 3 septa. De anamorfen zijn van het hyphomycetes-type, die sporodochia vormen. Conidiën zijn spindelvormig tot cilindrisch en hebben 0-1 septa.

## Taxonomie
De familie Pezizellaceae bestaat uit de volgende geslachten:
- Allophylaria (16)
- Antinoa (5)
- Austropezia (1)
- Calloriella (1)
- Calycellina (52)
- Calycina (80)
- Chalara (98)
- Crustomollisia (1)
- Gemmina (2)
- Micropeziza (11)
- Mollisina (13)
- Mollisinopsis (3)
- Moserella (1)
- Parthenope (2)
- Patellariopsis (5)
- Pezizella (187)
- Phaeoscypha (2)
- Poculinia (1)
- Psilachnum (34)
- Rodwayella (4)
- Rubropezicula (1)
- Septopezizella (1)
- Tapesina (1)
- Velutaria (8)
- Weinmannioscyphus (1)
- Xiambola (1)
- Zymochalara (2)